# Хёльцльвиммер, Штефан
Ште́фан Хёльцльви́ммер (нем. Stefan Hölzlwimmer; 9 марта 1951, Зальцбург) — немецкий саночник, выступал за сборную ФРГ в 1970-х годах. Участник двух зимних Олимпийских игр, обладатель бронзовой медали чемпионата Европы в зачёте двухместных саней, призёр многих международных турниров и национальных первенств.

## Биография
Штефан Хёльцльвиммер родился 9 марта 1951 года в Зальцбурге. С юных лет тренировался на санно-бобслейной трассе близ озера Кёнигсзе, состоял в одноимённом саночном клубе. Благодаря череде удачных выступлений удостоился права защищать честь страны на зимних Олимпийских играх 1972 года в Саппоро, вместе со своим партнёром Хансом Виммером занял в зачёте двухместных саней одиннадцатое место. Спустя четыре года прошёл квалификацию на Олимпиаду в Инсбрук — в мужском парном разряде при содействии Рудольфа Грёсванга расположился на четвёртой строке, немного не дотянув до призовых позиций. Также выступал здесь в одиночках, показывал вполне неплохое время, но в ходе последнего четвёртого заезда потерпел крушение и не финишировал.
После двух Олимпийских игр Хёльцльвиммер продолжил представлять ФРГ на международном уровне, принимая участие во всех крупнейших турнирах. Так, в сезоне 1977/78 они с Грёсвангом заняли третье место в общем зачёте Кубка мира (впервые проведённого Кубка мира) и получили бронзовую награду на домашнем чемпионате Европы в Кёнигсзе. Вскоре после этих соревнований Штефан Хёльцльвиммер принял решение завершить карьеру профессионального спортсмена, уступив место в сборной молодым немецким саночникам, таким как Ханс Штангассингер и Франц Вембахер.